# Arnas
Arnas este o comună în departamentul Rhône din sud-estul Franței. În 2009 avea o populație de 3.247 de locuitori.

## Evoluția populației
| An        | 1975  | 1982  | 1990  | 1999  | 2006  | 2009  |
| --------- | ----- | ----- | ----- | ----- | ----- | ----- |
| Populație | 2.116 | 2.336 | 2.783 | 3.106 | 3.199 | 3.247 |